# Ahmad Ghabel
Ahmad Ghabel (también Ahmad Qabel) (1954-2012) fue un clérigo musulmán chiita Hojjatoleslam, un iraní teólogo seminario profesor, investigador y autor. El 14 de diciembre de 2010 fue declarado culpable de trabajar contra el sistema de gobierno e insultar al líder supremo del país, y condenado a 20 meses de cárcel. En diciembre de 2009 fue detenido cuando se dirigía a Qom para asistir al funeral del gran ayatolá Hossein Ali Montazeri. Según el sitio web kaleme.com reformista que fue liberado bajo fianza después de 170 días en la cárcel, pero luego volvió a ser detenido en el verano de 2010 para la exposición de "ejecuciones masivas secretas en la prisión Vakilabad en Mashhad y sus críticas al líder supremo". (De acuerdo con el diario The Washington Post "cualquier crítica" del líder supremo Ali Jamenei, "quien tiene la última palabra en todos los asuntos estatales, es interpretado por las autoridades como insultar al líder supremo".